# تپه شماره یک کرماک بالا
تپه شماره یک کرماک بالا مربوط به پیش از اسلام - دوران‌های تاریخی پس از اسلام است و در شهرستان رودبار، بخش عمارلو، روستای کرماک بالا واقع شده و این اثر در تاریخ ۱۴ مرداد ۱۳۸۲ با شمارهٔ ثبت ۹۳۸۵ به‌عنوان یکی از آثار ملی ایران به ثبت رسیده است.